# Sonja Wogrin
Sonja Wogrin (* im 20. Jahrhundert) ist eine österreichische Mathematikerin. Seit 2021 leitet sie das Institut für Elektrizitätswirtschaft und Energieinnovation der Technischen Universität Graz (TU Graz), 2023 wurde sie Sprecherin des fakultätsübergreifenden Research Centers ENERGETIC der TU Graz.

## Leben
Wogrin stammt aus St. Filippen in Kärnten. An der Technischen Universität Graz studierte sie ab 2003 Technische Mathematik, das Studium schloss sie 2008 als Diplomingenieurin ab. Am Massachusetts Institute of Technology studierte sie bei Karen Willcox und erwarb ebenfalls 2008 einen Master of Science in Computation for Design and Optimization. 2013 promovierte sie an der Päpstlichen Universität Comillas in Madrid. Dort war sie ab 2009 als wissenschaftliche Mitarbeiterin  und ab 2018 als außerordentliche Professorin in der Abteilung Industrielle Organisation tätig.
2021 kehrte sie gemeinsam mit ihrem Mann in die Steiermark zurück und übernahm als Nachfolgerin von Heinrich Stigler die Leitung des Instituts für Elektrizitätswirtschaft und Energieinnovation der TU Graz. Wogrin wurde damit nach Annette Mütze die zweite Frau mit einem Lehrstuhl für Elektrotechnik in der Geschichte der TU Graz.
2023 warb sie einen mit rund 1,5 Millionen Euro dotierten Starting Grant des Europäischen Forschungsrats für ihr auf fünf Jahre ausgelegtes Projekt Optimization and data aggregation for net-zero power systems ein. Ebenfalls 2023 wurde sie Sprecherin des fakultätsübergreifenden Research Centers for Energy Economics and Energy Analytics (ENERGETIC) der TU Graz, das Lösungsansätze zur Dekarbonisierung aus verschiedenen Fakultäten zusammenführt. Im Oktober 2023 wurde sie als Österreicherin des Jahres in der Kategorie Klimainitiative ausgezeichnet.
In ihrer wissenschaftlichen Arbeit beschäftigt sich Wogrin unter anderem mit der Optimierung von Computermodellen zur Modellierung komplexer, stabiler und klimaneutraler Elektrizitätssysteme.

## Auszeichnungen und Nominierungen (Auswahl)
- 2023: Starting Grant des Europäischen Forschungsrats[1]
- 2023: Österreicherin des Jahres in der Kategorie Klimainitiative[6]
- 2023: Nominierung als „Kopf des Jahres“ in der Kategorie Starke Persönlichkeiten durch die Kleine Zeitung[7]